# Ömer Diler

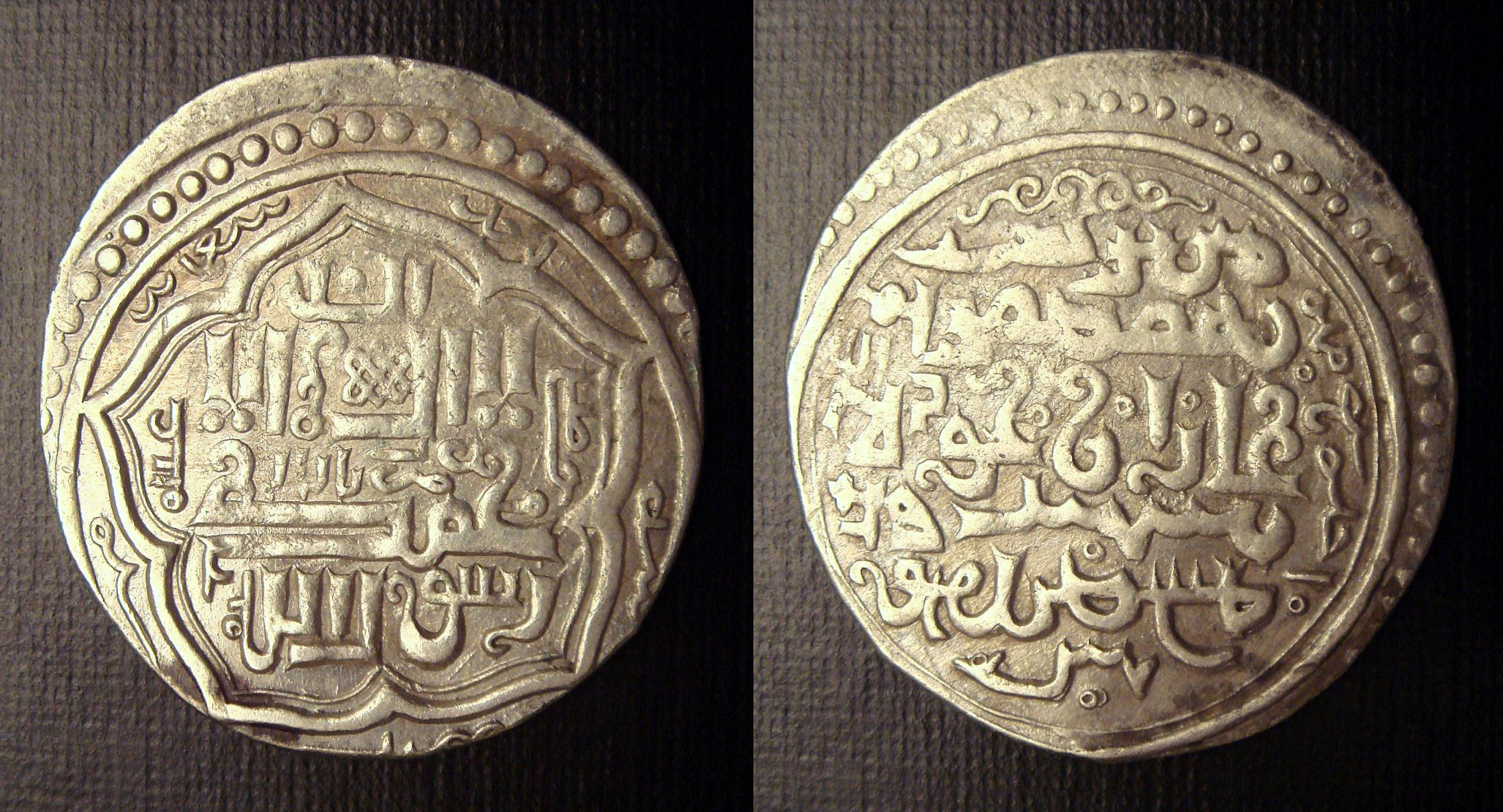
Una moneda de dos dirham del Ilkán Mahmud Ghazan.

Ömer Diler (Estambul, 1945 – id. 18 de marzo de 2005) fue un numismático turco especializado en monedas islámicas. Su libro póstumo Ilkhans es la mayor referencia sobre la moneda en el Ilkanato.
Ömer Diler estudió ingeniería química pero se interesó en numismática en 1972 al recibir una rara moneda de oro del Imperio otomano como regalo. Fue autor de varios artículos para la Sociedad Numismática Turca (Türk Numismatik Derneği) y la Sociedad Numismática Estadounidense.
En 1981, Diler publicó un libro junto a Garo Kürkman sobre las monedas de los beys anatolios de 'Alâiye. Su obra de 2001 Şehir Lakapları (Títulos y Epítetos de Ciudades islámicas) fue una importante contribución al conocimiento de la ortografía y ubicaciones de las cecas islámicas y se ha convertido en la referencia estándar en el tema.
En 1993 a sugerencia de Cüneyt Ölçer, Diler empezó a trabajar en un libro sobre la moneda del Ilkanato. Con más de 250 cecas confirmadas repartidas a lo largo de Irán, Anatolia, el Cáucaso, Mesopotamia y Asia Central, el proyecto consumió los últimos doce años de vida de Diler. A su muerte de cáncer de pulmón en 2005, el libro quedó inacabado y fue finalmente editado por su mujer, Emine Nur, Garö Kürkman y el numismático de Bremen, Johann-Christoph Hinrichs como Ilkhans: coinage of the Persian Mongols. La obra fue publicada en turco e inglés en 2006.  Incluye 838 dibujos y doce recopilaciones de fotografías de alta resolución.

## Libros
- Garo Kürkman, Ömer Diler, Alâiye paraları (Numismática de Alâiye), Yenilik Basımevi, Estambul 1981
- Omer Diler, Şehir Lakapları (Títulos y Epítetos de Ciudades Islámicas), Estambul 2001.
- Ömer Diler, Ilkhans: Coinage of the Persian Mongols, Estambul 2006.